# Dimitrios Skoumpakis
Dimitrios Skoumpakis oder Dimitris Skoumpakis (griechisch Δημήτρης Σκουμπάκης, * 18. Dezember 1998 in Athen) ist ein griechischer Wasserballspieler. Er gewann eine olympische Silbermedaille und bis 2025 eine Silbermedaille und zwei Bronzemedaillen bei Weltmeisterschaften.

## Sportliche Karriere
Der 2,03 Meter große Center-Verteidiger gewann 2017 mit der griechischen Junioren-Nationalmannschaft die Goldmedaille bei den Junioren-Weltmeisterschaften.
Seit 2018 gehört Skoumpakis zur Nationalmannschaft im Erwachsenenbereich. In diesem Jahr erreichten die Griechen bei den Mittelmeerspielen in Tarragona den zweiten Platz hinter den Serben. Kurz darauf bei der Europameisterschaft in Barcelona belegten die Griechen den fünften Platz, nachdem sie im Viertelfinale gegen Spanien verloren hatten. Skoumpakis erzielte im Turnierverlauf vier Tore. 2019 belegten die Griechen den siebten Platz bei der Weltmeisterschaft in Gwangju. Bei den 2021 ausgetragenen Olympischen Spielen in Tokio gewannen die Griechen ihre Vorrundengruppe vor den Italienern. Im Viertelfinale bezwangen sie die Mannschaft Montenegros und im Halbfinale die Ungarn. Im Finale siegten die Serben mit 13:10. Skoumpakis warf ein Tor im Halbfinale und zwei im Endspiel. Die Griechen gewannen die erste olympische Wasserball-Medaille bei den Männern überhaupt, nachdem 2004 in Athen die Damen Silber gewonnen hatten.
2022 bei der Weltmeisterschaft in Budapest unterlag die griechische Mannschaft im Halbfinale den Italienern. Das Spiel um den dritten Platz gewannen die Griechen mit 9:7 gegen Kroatien. Bei der Europameisterschaft 2022 in Split verloren die Griechen im Viertelfinale gegen die Spanier und belegten nach der Platzierungsrunde den fünften Platz. Im Jahr darauf bei der Weltmeisterschaft in Fukuoka besiegten die Griechen im Viertelfinale Montenegro mit 10:9 und im Halbfinale die Serben mit 13:7. Das Endspiel gegen Ungarn benötigte ein Penaltyschießen, bis die Ungarn als Weltmeister feststanden. Bei den Olympischen Spielen 2024 in Paris unterlagen die Griechen im Viertelfinale den Serben mit 11:12. In den Platzierungsspielen erreichten sie den fünften Platz. Im Viertelfinale gegen Serbien hatte Skoumpakis zwar nur 13 Minuten Spielzeit, war aber mit drei Treffern erfolgreichster Schütze seiner Mannschaft.
2025 bei der Weltmeisterschaft in Singapur besiegten die Griechen im Viertelfinale die Italiener und unterlagen im Halbfinale den Spaniern im Penaltyschießen. Das Spiel um den dritten Platz gewannen sie mit 16:7 gegen die Serben.
Auf Vereinsebene spielte Skoumpakis von 2018 bis 2021 beim griechischen Serienmeister Olympiakos SFP, 2022 wechselte er nach Belgrad. Im April 2025 gab Panathinaikos Athen die Verpflichtung Skoumpakis bekannt.